# Kugelblumenblättrige Teufelskralle
Die Kugelblumenblättrige Teufelskralle (Phyteuma globulariifolium), auch Armblütige Teufelskralle, Kleinste Teufelskralle genannt, ist eine Pflanzenart aus Gattung der Teufelskrallen (Phyteuma) innerhalb der Familie der Glockenblumengewächse (Campanulaceae).

## Beschreibung

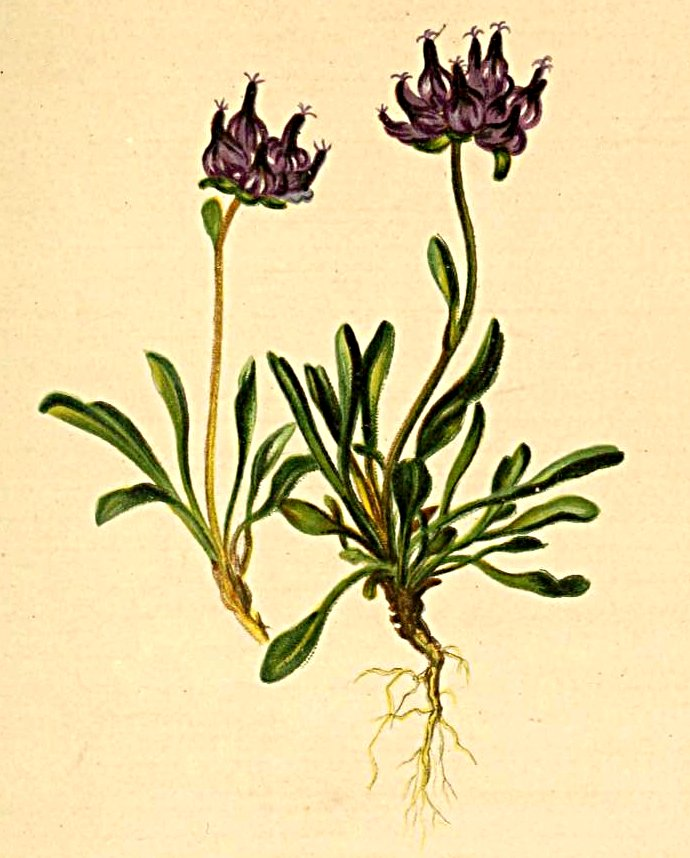
Illustration aus Atlas der Alpenflora

### Vegetative Merkmale
Die Kugelblumenblättrige Teufelskralle ist eine ausdauernde krautige Pflanze und erreicht Wuchshöhen von 1 bis 6 Zentimetern. Die in Rosetten angeordneten Grundblätter sind meist 1 bis 3 Zentimeter lang und das oberste Zähnchenpaar (wenn vorhanden) überragt die Spreitenspitze nicht oder nur wenig. Sie sind im Umriss verkehrt eiförmig oder verkehlt lanzettlich, seltener lineal-elliptisch. Sie sind in den Blattstiel verschmälert und am breitesten nahe der Spitze. Die Stängelblätter sind ähnlich aber kleiner. Alle Blätter sind kahl oder gewimpert. Sie sind undeutlich gekerbt-gesägt oder ganzrandig.

### Generative Merkmale
Die Blütezeit reicht von Juli bis September. Der köpfchenförmige, kugelige Blütenstand enthält zwei bis sieben (-zwölf) Blüten. Die zwittrigen Blüten sind fünfzählig mit doppelter Blütenhülle. Die Kronblätter sind blauviolett. Die Blütenkrone ist in der Knospe gekrümmt. Die äußeren Brakteen sind kreisrund bis eiförmig, die inneren lanzettlich, spitz oder stumpf und manchmal an der Spitze gekerbt. Oder alle Brakteen sind lanzettlich. Sie sind kürzer oder länger als der Blütenstand. Die Zahl der Narben ist 3.
Die Chromosomenzahl beträgt 2n = 28.

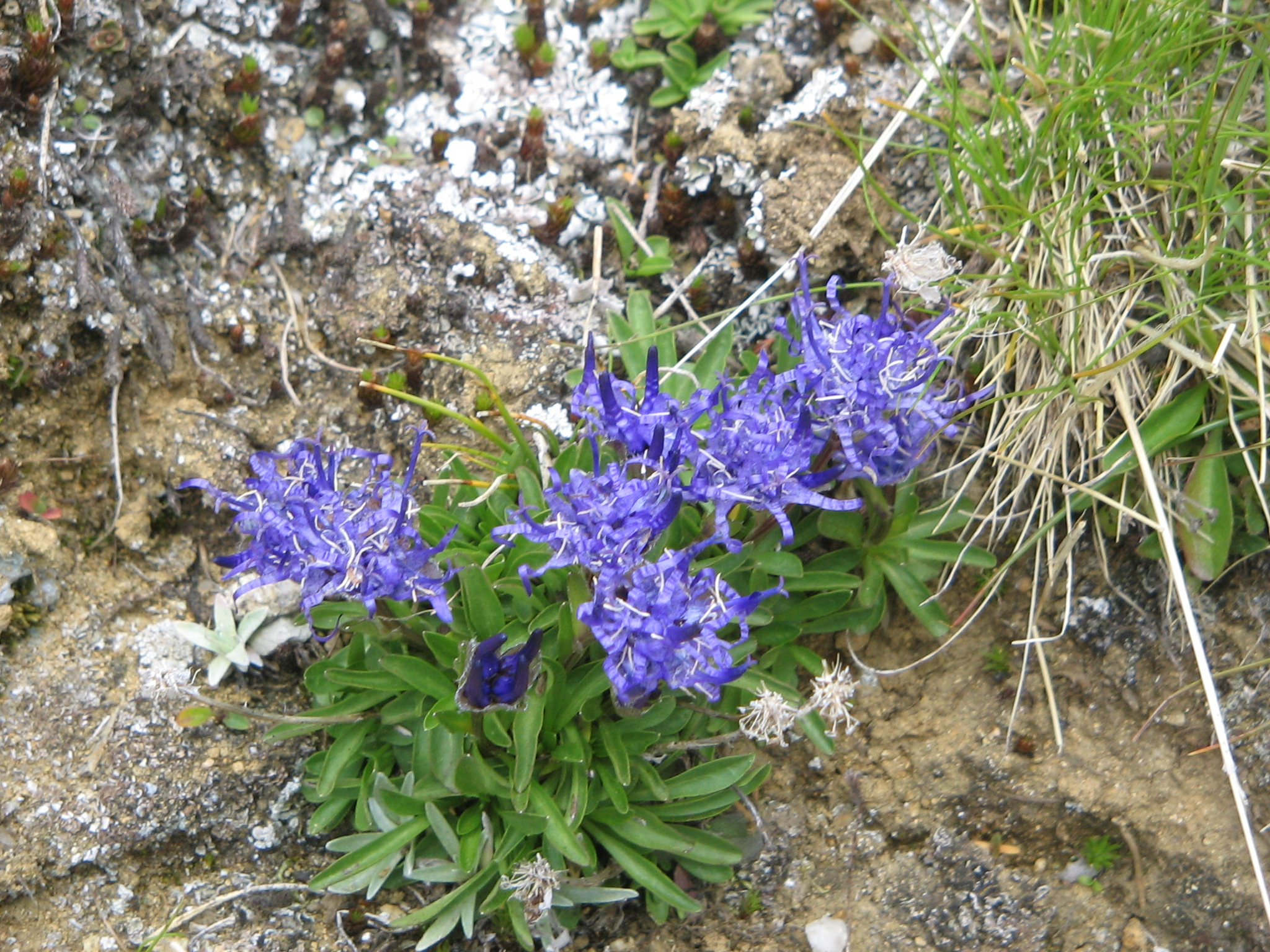
Habitus, Laubblätter und Blütenstände von Phyteuma globulariifolum subsp. pedemontanum

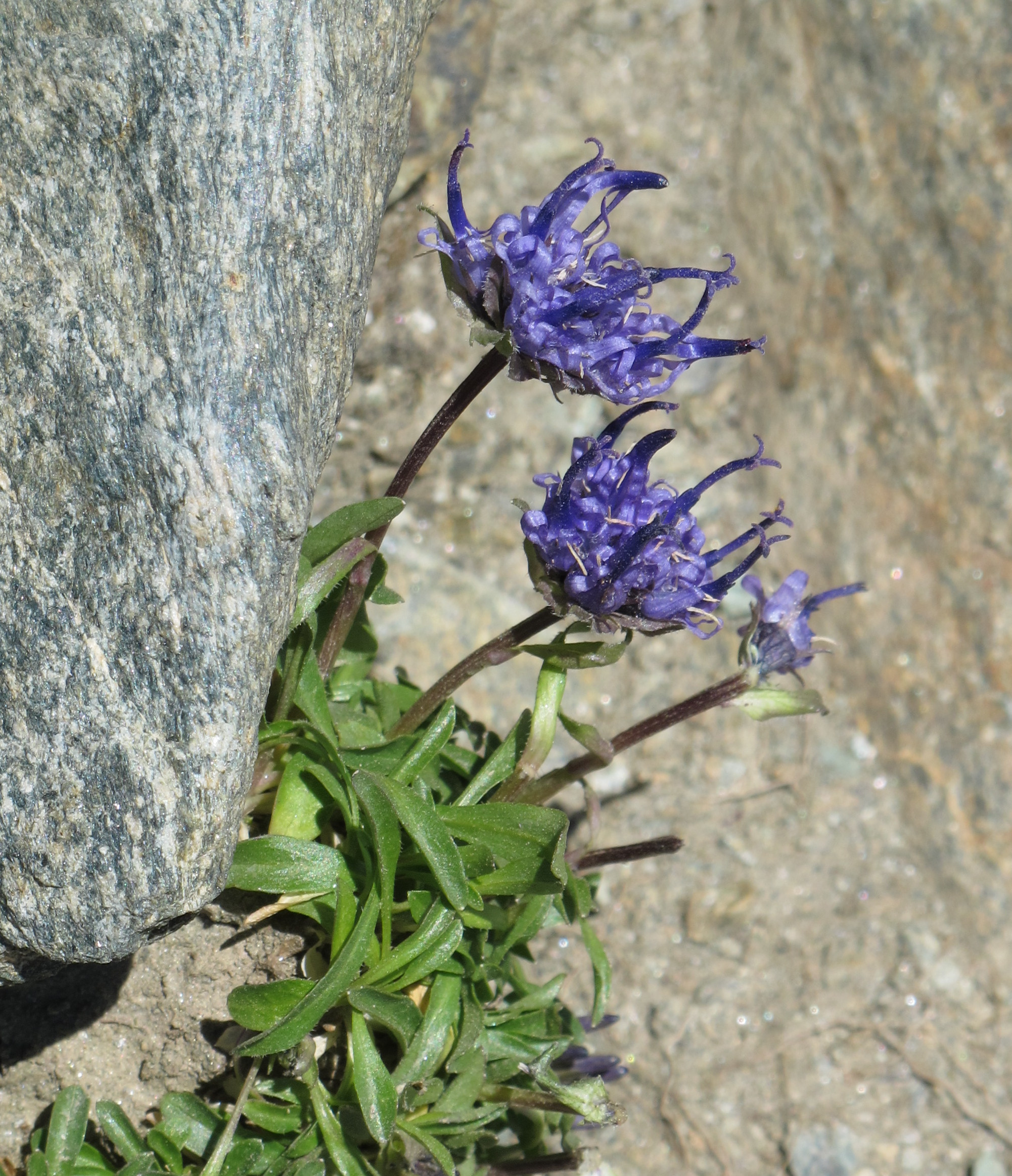
Habitus von Phyteuma globulariifolum subsp. pedemontanum

## Vorkommen
Das Verbreitungsgebiet umfasst die Alpen und Pyrenäen. Die Kugelblumenblättrige Teufelskralle hat natürliche Vorkommen in den Ländern Spanien, Frankreich, Schweiz, Österreich und Italien. In Österreich kommt sie in der subalpinen bis alpinen Höhenstufe zerstreut in den Bundesländern Steiermark, Kärnten, Salzburg, Tirol und Vorarlberg vor. Sie steigt in Mitteleuropa bis 3300 Meter Meereshöhe auf.
Die Kugelblumenblättrige Teufelskralle gedeiht meist in windexponierte Magerrasen, Fels- und Felsschuttfluren, besonders über Silikat, aber auch über Kalkglimmerschiefer. Sie ist pflanzensoziologisch eine Charakterart des Verbandes Caricion curvulae. Die ökologischen Zeigerwerte nach Landolt et al. 2010 sind in der Schweiz: Feuchtezahl F = 2 (mäßig trocken), Lichtzahl L = 5 (sehr hell), Reaktionszahl R = 2 (sauer), Temperaturzahl T = 1 (alpin und nival), Nährstoffzahl N = 2 (nährstoffarm), Kontinentalitätszahl K = 4 (subkontinental).

## Systematik
Die Erstbeschreibung von Phyteuma globulariifolium erfolgte 1818 durch Kaspar Maria von Sternberg und David Heinrich Hoppe in Denkschriften der Koniglich-Baierischen Botanischen Gesellschaft in Regensburg Band 1 Teil 2, Seite 100. Synonyme von Phyteuma globulariifolium Sternb. & Hoppe sind: Phyteuma pauciflorum var. macrophyllum Schur, Phyteuma pauciflorum subsp. globulariifolium (Sternb. & Hoppe) Nyman, Phyteuma pauciflorum L. nom. rej., Rapunculus pauciflorus (L.) Mill., Phyteuma capituliforme Rochel, Phyteuma parviflorum Mutel orth. var., Phyteuma nanum Schur, Phyteuma hemisphaericum var. transsilvanicum Schur, Phyteuma pauciflorum var. nanum (Schur) Schur, Phyteuma pauciflorum var. acutifolium Rich.Schulz, Phyteuma pauciflorum var. nanum Rich.Schulz, Phyteuma pauciflorum var. tirolense Rich.Schulz. Unterarten werden kontrovers diskutiert.
Je nach Autor gibt es zwei Unterarten:
- Phyteuma globulariifolium Sternb. & Hoppe subsp. globulariifolium[7]. Diese Unterart wird nur 1–5 Zentimeter hoch.[1] Die äußeren Brakteen sind stumpf.[1] In den Zentralalpen kommt sie östlich der Etsch-Brenner-Furche vor.[4]

- Phyteuma globulariifolium subsp. pedemontanum (R.Schulz) Bech. (Syn.: Phyteuma pedemontanum Rich.Schulz, Phyteuma pauciflorum subsp. pedemontanum (Rich.Schulz) P.Fourn.)[7]. Diese Unterart wird 5–12 Zentimeter hoch.[1] Ihre äußeren Brakteen sind lanzettlich und kurz zugespitzt.[1] In den Zentralalpen kommt sie westlich der Etsch-Brenner-Furche vor.[4]